# Euphorbia segetalis
Alforva-brava (Euphorbia segetalis) é uma planta anual da família das euforbiáceas. Distribui-se em Macaronésia, na região do mediterrâneo, no centro-sul da Europa, e provavelmente é nativa das Ilhas Canárias.

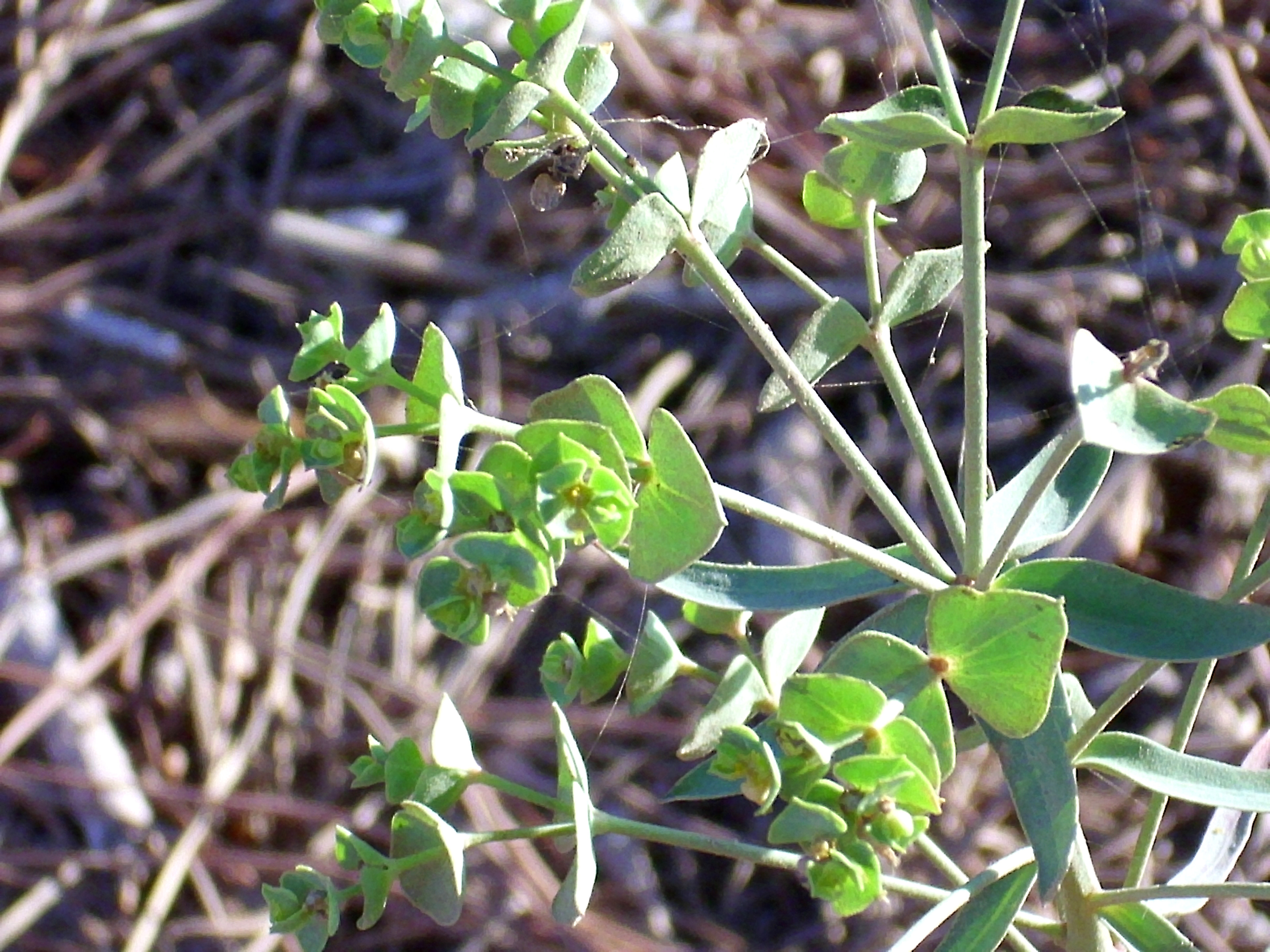

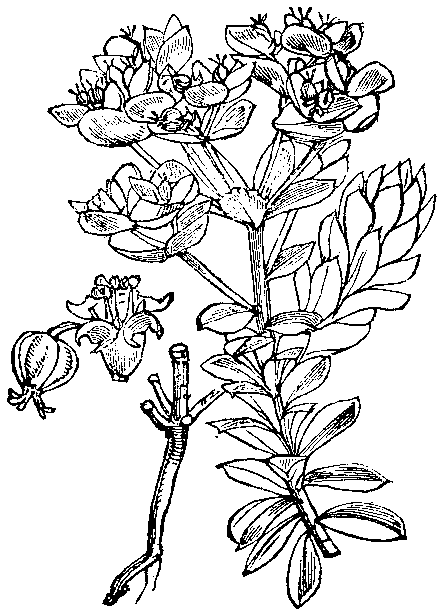